# 이순지 선생 묘
이순지 선생 묘(李純之 先生 墓)는 대한민국 경기도 남양주시 화도읍 차산리에 있는 조선 전기의 문신이자 천문학자인 이순지(1406∼1465) 선생의 묘이다. 1984년 9월 12일 경기도의 문화재자료 제54호로 지정되었다.

## 개요
조선 전기의 문신이자 천문학자인 이순지(1406∼1465) 선생의 묘이다.
세종 9년(1427) 문과에 급제하여 여러 벼슬을 지내다가 세조 11년(1465)에는 판중추원사에 올랐으며, 천문·음양·풍수 등 여러 방면에 조예가 깊었다.
세종의 명으로 역법(歷法)을 연구하여 정인지·김담 등과 함께 『칠정산내외편』을 편찬하였고, 세종 27년(1445)에 기존의 모든 천문관계 문헌을 정리하여 『제가역상집』을 펴내었다. 세조 3년(1457)에는 일월식 계산법을 쉽게 만들라는 명을 받고 김석제와 함께 『교실추보법』2권 1책을 완성하였는데, 그의 책은 과거시험 교재로 쓰일 만큼 일반화되었다.
무덤은 부인 영월 신씨와의 합장묘인데 왼쪽은 그의 묘이고, 오른쪽은 부인의 묘이다. 봉분 앞에는 묘비 2기가 나란히 세워져 있으며, 묘비 앞에는 제사 지낼 때 음식을 차려 놓기 위한 상석(床石)이 있다. 묘 근처 길가에는 왕이나 고관 등의 평생 업적을 기리기 위해 무덤 근처 길가에 세워 주는 신도비(神道碑)가 있다.

## 같이 보기
- 이순지

## 참고 문헌
- 이순지선생묘 - 국가유산청 국가유산포털